# Айкатеріні Саракацані
Айкатеріні Саракацані (3 січня 1977) — грецька плавчиня.
Учасниця Олімпійських Ігор 1996, 2000, 2004 років.